# Јелена Јакшић
Јелена Јакшић (1475 — после 1536) је била трећа ћерка српског војводе Стефана Јакшића (ум. 1489) и његове супруге Милице (жива 1506). Била је титуларна деспотица Србије, прво у браку са Јованом Бранковићем, који је био деспот Србије од 1493. до 1502. године, а затим у браку са Иванишем Бериславићем, који је носио исту титулу, од 1504. до 1514. Јеленин син (из другог брака) Стефан Бериславић такође је носио исту титулу (деспот Србије), од 1520. до 1535. године.

## Биографија
Јелена је потицала из српске властеоске породице Јакшића. Њен отац, војвода Стефан Јакшић (ум. 1489), био је један од најистакнутијих српских првака у Крљаењвини Угарској за време владавине краља Матије Корвина. Јеленина мајка Милица је надживела свог супруга, а 1506. године је заједно са Јеленином браћом - Стефаном и Марком, издала повељу српском манастиру Хиландару.

### Први брак
Око 1500. године, Јелена Јакшић је била у браку са својим првим супругом, деспотом Јованом Бранковићем (1462/65 – 1502, деспот од 1494. године). У ратовима са Турцима 1501/2. деспот Јован је био један од главних угарских заповедника одбране јужне границе. Ратовао је јужно од Дунава, у областима око Смедерева, као и у Босни око града Зворника, одакле се вратио са богатим ратним пленом и бројним заробљеницима. Недуго после ових војних операција и ангажмана у њима, „опхрван“ болешћу, због претераних ратних напора, деспот Јован је умро 10. децембра 1502. године.
Деспотица Јелена у браку са Јованом Бранковићем је имала пет ћерки: Деспину Милицу, Марију, Јелену, Марију Магдалену и Хану. Деспина Милица се између 1506. удала за Његоја Басарабу, влашког војводу, који је преминуо крајем 1521. године. Марија је била удата за озаљског кнежевића Фердинанда Франкопана (†1524) из угледне хрватске великашке породице и умрла је 1540. године. Трећа ћерка Јелена је после 28. јуна 1529., а пре 1536. ступила у брак са молдавским кнезом Петром Рарешом (јануар 1527. – 18. септембар 1538. и 19. фебруар 1541. – октобар 1546. године). Кнез Петар Рареш је надживео Јелену која је умрла пре 1546. и преминуо октобра 1546. године.

### Други брак
После смрти деспота Јована Бранковића, деспотица Јелена се крајем маја 1504. године у Будиму преудала за Иваниша Бериславића од Грабарја, члана једне од најугледнијих властеоских породица, чији су се баштински поседи налазили у јужноугарским жупанијама Пожешкој и Вуковској. Деспотица Јелена није добровољно ушла у нови брак. Велике тешкоће у склапању брака између ње и Иваниша проистицале су из деспотициног отпора и болести. Једно приватно писмо, писано у Будиму 30. маја 1504. године потврђује ове наводе, јер поред осталих обавештења, из њега сазнајемо како је супруга покојног деспота, млада деспотица, изгубила свест, док су је краљ, краљица, барони и прелати чекали у великој сали двора у Будиму, где је било предвиђено да се одржи свадбена свечаност. У писму се даље истиче да је „три дана и три ноћи провела у краљичиним одајама, а затим је поново пала кад је требало да се уда“.
Син Мартина Бериславића од Грабарја, деспот Иваниш Бериславић (1504 – 1514) је заједно са деспотским достојанством од краља Владислава II добио и имања деспота Јована која су након његове смрти била конфискована. Сада су се сва имања породице Бранковић налазила у поседу Бериславића, у првом реду она која су држана од стране деспота Ђорђа и Јована. Основни задатак деспота Иваниша је био да помаже краљу у одбрани јужне границе, што је у осталом била делатност и свих његових претходника у Угарској. Деспот је сасвим ревносно приступао својим активностима, а до постављања на дужност јајачког бана 1511. године је живео у Купинику, окружен српским фамилијарима. После примања поменуте, нове дужности и наслова јајачког бана, углавном је становао у свом граду Броду на Сави. Уредно је посећивао све државне саборе и 1508. године је био један од стегоноша, приликом крунисања краљевог двогодишњег сина Лајоша за угарског краља.
Деспотица Јелена се у овом периоду налазила у, заиста, незавидној ситуацији. Поред тога што је водила бригу о одбрани јужне угарске границе, деспотица је настојала да превазиђе бројне проблеме везане за васпитање своје четворо малолетне деце из брака са деспотом Иванишем Бериславићем; и то два сина: Стефана Бериславића и Ђорђа од Брода, као и о две ћерке, чија имена нису позната. Такође, из првог брака са деспотом Јованом Бранковићем су, у датом периоду, најмање две ћерке биле малолетне. Уз бригу о деци, деспотица Јелена је настојала да прошири и економски ојача породичне поседе.

### Војно-политички односи Угарске и Турске
Мир и просперитет „деспотске куће“, али и животни путеви деспотице Јелене и деспота Стефана су у великој мери зависили од међусобних, војно-политичких односа Угарске и Турске. Након завршетка угарско-турског рата 1501 – 1503. и склапања мировног уговора 1503. године, завладао је релативно миран период у њиховим односима, чак и после доласка на престо новог султана Селима I (1512 – 1520) 1512. године. Старе методе османлијске освајачке политике, применом краткотрајних ратно-пљачкашких „упада“ на угарске територије, уз повремено трајно „откидање“ мањих, али стратешки кључних делова територије или утврђених места (градова) „земаља круне светог Стефана“, остваривале су успешне резултате. Међутим, након Селима, нови и млади османлијски султан Сулејман II Величанствени (1520 – 1566) је маја 1521. године предузео свој први ратни поход против Угарске. Kрећући се старим римским путем од Цариграда до Београда, велика турска ордија је крајем јуна или почетком јула стигла до Саве и Дунава, где је код Шапца султан изградио свој табор и одмах почео са припремама у циљу пребацивања војске на леву, сремску обалу реке Саве. У ту сврху, султан је наредио да се изгради један „покретни мост уз помоћ бродова“, преко кога је војска, тада највеће силе Истока, прешла у Срем. У међувремену, султанова друга војска је започела опсаду Београда и како током целог јула није постигла жељени успех, султан је одустао од намере да са трупама под својим непосредним заповедништвом крене у средишњу Угарску према Будиму, већ је своју пуну пажњу посветио опсади Београда.
Током турских напада разорена је престоница српског деспота, Купиник ја сам Сулејман II је ушао је у град 30. јула, на свом путу према Београду који се налазио под опсадом. Ни остали поседи деспотице Јелене и деспота Стефана у Срему нису избегли девастацију и пљачку. Божидар Горажданин, кратким записом у књизи коју је тада штампао, на следећи начин описује мучну атмосферу и хаотично стање, изазвано турским походом на Срем и опсадом Београда:
„Сије љето паде султан Сулејман на рјеку Саву с мноштвом Исмаилтен, и прјехождаху рјеку Саву јакоже по суху, сирјеч по мосту на онпол Срјема, и инии же в корабље(х) прјепловушче јакоже не бје можно ни рјекам силним Исмаилтене удржати јако Угрин имјеше надежду на (те силне) рјеке, Саву и Дунав. И опустише от в`суду славушчи град Бјелград и иније окрсније гради, и летеху, јако змије крилате, села и градове палеште. Оле чудо Тогда таковој скрби земли тој имушти. И в тој земли, глагољу Срјем, дивна места и села запустише а цркви и градове разорише, а славушти Бјелград, и не вољеју, Угрин предаст Исмаилтеном. И внидоше в н агаренска чеда месеца августа 28 д`н. А госпожда Јелена, бивша деспотица, и не волеју остави славни град Купиник, и даде се бјегству преко рјеке Дунава в нутрену Угрију. А славну и дивну землу деспотову Турци попленише, а лепи град Купиник разорише месеца сектембрија д`н 9”.
Након повлачења османлијске војске, јануара 1522. деспот Стефан се вратио у Купиник, одакле је 11. истог месеца послао свог службеника палатину Стефану Баторију. Деспот није дуго боравио у Купинику, али је приступио његовој обнови и већ се почетком марта, заједно са мајком, налазио у Славонском Броду, одакле је у споразуму са деспотицом Јеленом послао палатину новог изасланика Фрању Бешењија.
Јеленин син, деспот Стефан Бериславић је крајем августа 1529. успео да се избави из ропства, а већ 2. септембра је ступио у султанову службу у околини града Сасхалома, где се и лично састао са Сулејманом II Величанственим. Од тог времена је био у пријатељским односима са Јованом Запољом. Такође, били су му враћени у посед и сви градови и имања, која су била под његовом управом до заробљавања. Током 1531. године, дошло је до покушаја зближавања између Фердинанда и Стефана, али је, ипак, до краја живота деспот остао на страни противника „бечког двора“. У координацији са војним одредима босанског санџакбега Хусрев-бега је 1534. нападао и освајао градове и поседе славонских великаша, присталица Фердинанда I. Убрзо је дошло до мимоилажења и сукоба између Хусрев-бега и деспота око бројних Стефанових градова и поседа, а које је босански санџакбег покушавао да „преузме“. Почетком јануара 1535. године је дошло до оружаног сукоба између Хусрев-бега и деспота, у коме је босански санџакбег успео да порази и убије Стефана Бериславића.
Јелена Јакшић је умрла после 1536. године.

## Потомство

### Из првог брака, са Јованом Бранковићем (†1502), Јелена је имала неколико ћерки:
- Марија Бранковић (1500—1540), удата за озаљског кнежевића Фердинанда Франкопана (†1524) из куће Франкопана
- Јелена Бранковић (1502 - 1552), удата за Петра IV Рареша, принца Молдавије
- Марија Магдалена Бранковић (1507—1571), удата за Ивана Вишњевецког, а касније за Александар Федорович Чарторијски, обојица русински племићи из Волиније
- Хана Бранковић (1512—1578), удата за Фјодора Сангушка, маршала Волиније

### Из другог брака, са Иванишом Бериславићем (†1514), Јелена је имала и неколико деце:
- Стефан Бериславић (1510 - †1535), српски деспот
- Никола Бериславић († после 1527)
- две ћерке (имена непозната)

Неки истраживачи су, након што су узели у обзир датуме Јелениних бракова, као и датуме удаја њених ћерки, сугерисали да неке од њених ћерки за које се обично сматра да су из њеног првог брака, у ствари могу бити из њеног другог брака.